# Battaglia di Montiel

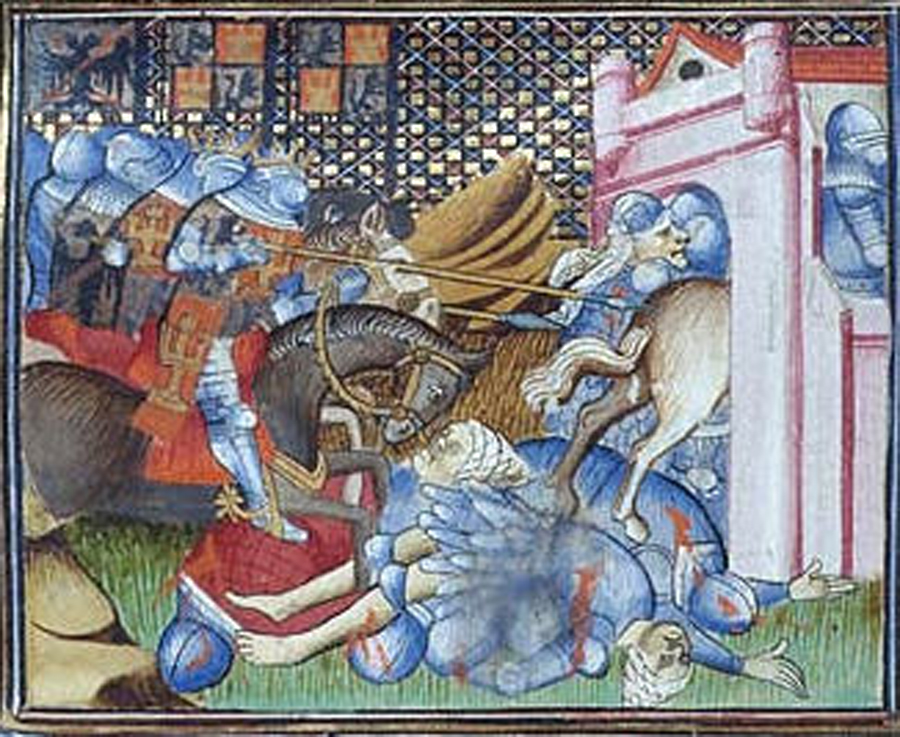
Miniatura della battaglia di Montiel tratta dalle Chroniques di Jean Froissart (secolo XIV)

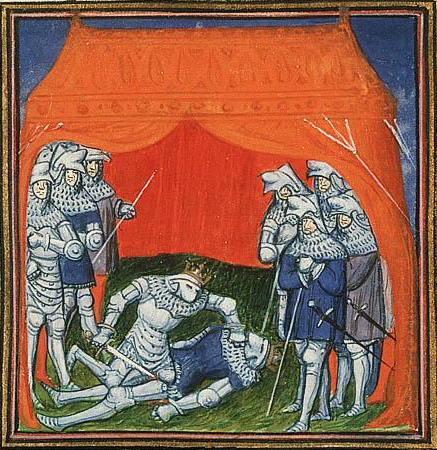
Il re Pietro il Crudele assassinato dal fratellastro Enrico di Trastamara.

La battaglia di Montiel fu la battaglia finale della prima guerra civile castigliana, che insanguinava la Penisola iberica da circa quindici anni e, che, nella sua fase finale (1366-1369), può essere considerata un episodio della guerra dei cent'anni, conflitto (1337-1445) combattuto tra il Regno d'Inghilterra e il Regno di Francia. A Montiel si affrontarono il re di Castiglia e León, Pietro il Crudele, supportato da inglesi e portoghesi ed il suo fratellastro, Enrico di Trastàmara, appoggiato dal regno di Francia.
Enrico di Trastàmara, dopo la conquista di Burgos, nel monastero di Santa María la Real de Las Huelgas, si era proclamato re di Castiglia. A maggio, Enrico era entrato in Toledo e, a giugno, aveva conquistato Siviglia. Pietro si era dovuto rifugiare in Portogallo e aveva chiesto aiuto agli inglesi, che erano intervenuti da Bordeaux.
Il re, Pietro aveva avuto ragione dei rivoltosi, il 3 aprile 1367, a Nájera, per merito delle truppe inglesi guidate dal principe di Galles, Edoardo il Principe Nero; in quella battaglia, il comandante del fronte avversario, Bertrand du Guesclin era stato catturato ed Enrico di Trastàmara aveva dovuto riparare in Francia. Verso la fine dell'anno Pietro il Crudele aveva riconquistato buona parte del regno.
In seguito Edoardo, ammalato, e le sue truppe, colte da dissenteria, avevano dovuto lasciare la Castiglia, con gravissime perdite. Enrico di Trastàmara, all'inizio del 1368, assistito da truppe francesi al comando di Bertrand du Guesclin (liberato dopo aver pagato un forte riscatto), attraversando il regno d'Aragona, loro alleato, riuscì ad occupare la metà orientale del regno di Castiglia, conquistando la città di León, il 15 gennaio.

## La battaglia
Per tutto il 1368 la situazione era rimasta in stato di stallo, finché all'inizio del 1369 Pietro, ricevuto l'aiuto di truppe musulmane, dai Merinidi e dal regno di Granada, con i suoi partigiani e la quasi totalità degli Ebrei castigliani, con l'appoggio dei portoghesi, lasciò l'Andalusia per andare a liberare Toledo, assediata dal fratellastro. Lo scontro avvenne nelle vicinanze di Montiel e il 14 marzo 1369, Enrico di Trastámara lanciò l'offensiva finale che, per la brillante tattica adottata dal du Guesclin sbaragliò la resistenza realista e costrinse il fratellastro, Pietro il Crudele, a fuggire e a rifugiarsi nel castello di Montiel.
Alla fine del secolo XIV, lo storico, Jean Froissart, nelle sue Chroniques, evocò la battaglia di Montiel, alla quale consacra qualche pagina, con il titolo: « cy parle de la bataille qui fut empres mentueil en espaigne entre les deux roys henry et dampietre» (qui parlo della battaglia che fu combattuta nei pressi di Montiel, Spagna, tra i due re, Enrico e Don Pietro).

## Conseguenze
Pietro, per poter fuggire dal castello di Montiel, la notte tra il 22 e il 23 marzo, cercandone la complicità, si mise in contatto con du Guesclin, che finse di accettare, ma poi lo introdusse in una tenda in cui si trovava il fratellastro. I due si scagliarono uno contro l'altro e, quando sembrava che Pietro avesse la meglio, du Guesclin intervenne e atterrò Pietro che fu sopraffatto e ucciso da Enrico, che gli successe sul trono.
Sempre lo storico Jean Froissart, nelle sue Chroniques, evoca la morte di Pietro I il Crudele « comment le roy dam pietre fut pris et mis à mort et le roy henri demoura roy de castelle…» (come il re don Pietro fu catturato e messo a morte ed il re Enrico divenne re di Castiglia...). Jean de Wavrin, nelle sue Chroniques d'Angleterre, scritte nella seconda metà del XV secolo, racconta « comment le roy dom pietre fut prins et mis à mort...» (come il re don Pietro fu catturato e messo a morte...).